# Reese's
Reese's Peanut Butter Cups est une marque commerciale identifiant une confiserie fabriquée depuis 1928 par l'entreprise d'industrie agroalimentaire nord-américaine The Hershey Company.
Ces confiseries sont à base de beurre de cacahuète légèrement salé et de texture granuleuse recouvert de chocolat au lait ou de chocolat blanc. Depuis 2017, cette marque est importée en France et commercialisée dans certains magasins de la grande distribution.

## Composition

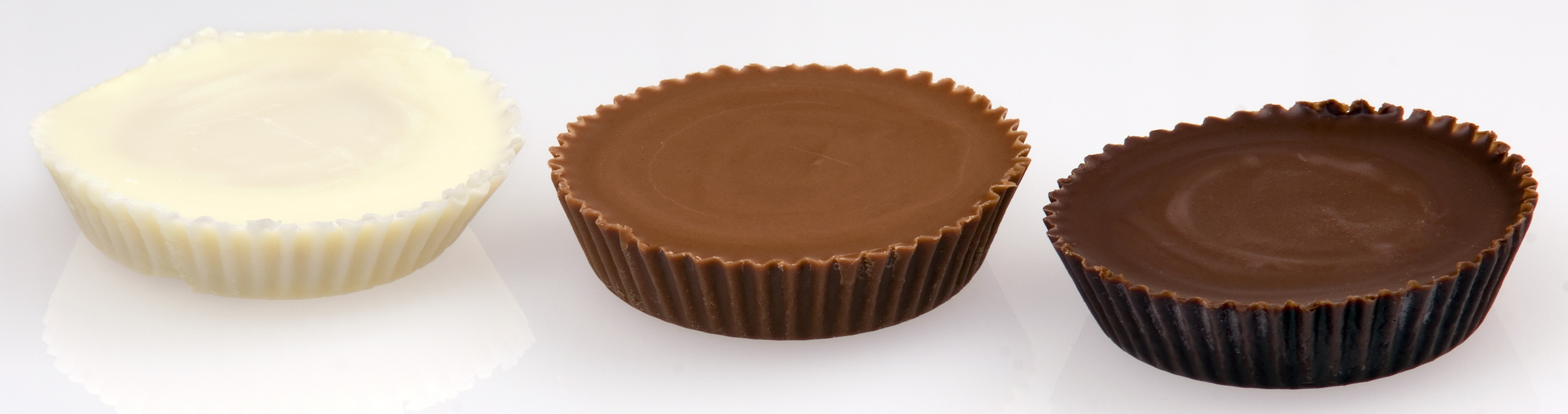
Chocolats blancs, au lait et noir de marque Reese's Peanut Butter Cups

Les confiseries de cette marque sont essentiellement constituées de beurre de cacahuète légèrement salé pour en exhauster le goût, et de chocolat de couverture blanc, ou au lait.
| Valeur calorique         | 533 kcal |
| ------------------------ | -------- |
| valeur en kilojoules     | 2232 kj  |
| Lipides                  | 29 g     |
| Dont acides gras saturés | 11 g     |
| Glucides                 | 58 g     |
| dont sucres              | 52 g     |
| Protéines                | 11 g     |
| Sel                      | 0.80 g   |

## L'histoire de la "H.B. Reese Candy Company"
En 1923, La "H.B. Reese Candy Company" a été fondée en Pennsylvannie, plus précisément à Hershey. Reese travaillait initialement dans une ferme laitière de Hershey, une autre marque de chocolat, et utilisait dès le début leur chocolat pour leurs confections. Les "Reese's Peanut Butter Cups" étaient, à ce moment-là, leurs bonbons le plus populaire, et Reese continuait éventuellement à côté leurs autres confections. H.B. Reese, mourut le 16 mai 1956 à West Palm Beach en Floride, et transféra sa compagnie à ses 6 fils : Robert, John, Ed, Ralph, Harry et Charles Richard Reese.
Le 2 Juillet 1963, les six frères ont décidé de fusionner la H.B. Reese Candy Company avec la Hershey Chocolate Corporation dans une fusion d'actions sans taxes.
En 1969, seulement six ans après la fusion Reese/Hershey, la Reese's Peanut Butter Cups, une de leurs spécialités, est devenue leur top seller.
En 2022 après 59 ans de fractionnement d'actions, le stock commun des frères Reese représentait l'équivalent de 16 millions.